# 瑪麗亞姆·納瓦茲·謝里夫
瑪麗亞姆·納瓦茲·謝里夫（1973年10月28日—），生於巴基斯坦旁遮普省拉合爾。她是一名女性政治家及前巴基斯坦總理納瓦茲·謝里夫的女兒。瑪麗亞姆在其父親的政黨巴基斯坦穆斯林联盟有重要位置。2024年，她當選首位女性旁遮普省首席部长，也是巴基斯坦独立以来首位女性首席部长。
謝里夫一家來自於一個源自克什米爾的知名商人家族。她在2011年開始參與政治，現正擔任青年黨的榮譽主席。瑪麗安已婚並育有三名孩子。